# 椒江区
椒江区（しょうこう-く）は中華人民共和国浙江省台州市に位置する市轄区。東シナ海に浮かぶ大陳島などの台州列島を含む。

## 行政区画
- 街道：海門街道、白雲街道、葭沚街道、洪家街道、三甲街道、海虹街道、下陳街道、前所街道、章安街道
- 鎮：大陳鎮